# End to End
End to End ist ein Musikalbum von Barre Phillips. Die im März 2017 im Studio La Buissonne im südfranzösischen Pernes-les-Fontaines entstandenen Aufnahmen erschienen 2018 auf ECM Records.

## Hintergrund
Barre Phillips erstes Soloalbum, angeblich das erste seiner Art, entstand im November 1968 und wurde 1969 und 1970 unter drei verschiedenen Titeln in drei verschiedenen Märkten veröffentlicht: Journal Violone, Unaccompanied Barre und Basse Barre. Weitere Solostücke von Phillips erschienen 1983 auf Call Me When You Get There, dem weitere Soloalben wie Journal Violone 9 folgten. End to End verstand Phillips als Abschluss seiner Solo-Bass-Arbeiten. Zudem spielte Phillips 1971 auf einer Duo-Bass-Aufnahme mit Dave Holland und hatte ein Ensemble aus drei Bassisten und einem Schlagzeuger organisiert.
Das Album ist in die Abschnitte „Quest“, „Inner Door“ und „Outer Door“ unterteilt, die jeweils für sich eine Suite darstellen.

## Titelliste
- Barre Phillips: End To End (ECM 2575, ECM Records – 672 5184)[2]

1. Quest – Part 1 2:38
2. Quest – Part 2 2:21,
3. Quest – Part 3 3:14
4. Quest – Part 4 4:33
5. Quest – Part 5 2:36
6. Inner Door – Part 1 2:35
7. Inner Door – Part 2 2:51
8. Inner Door – Part 3 2:20
9. Inner Door – Part 4 5:48
10. Outer Window – Part 1 2:18
11. Outer Window – Part 2 6:12
12. Outer Window – Part 3 2:43
13. Outer Window – Part 4 3:34

Die Kompositionen stammen von Barre Phillips.

## Rezeption
Wenn dies wirklich sein letztes Solo-Kontrabass-Album sei, dann hätte Phillips es auf einem Höhepunkt beendet, im vollen Besitz seiner Fähigkeiten als Spieler und Improvisator, meint Mark Sullivan, der das Album in All About Jazz rezensierte. End to End sei ein atemberaubendes Beispiel für eine Solo-Kontrabass-Performance – vom Schöpfer dieser Form und immer noch ihrem Großmeister.
Wie jeder Bassist im Jazz – oder auch jeder am Rande – habe Barre Phillips das Idiom und die Erwartungen an sein gewähltes Instrument erweitert, schrieb Dave Cantor im Down Beat. Die vielleicht eindrucksvollste Aussage wird in „Quest, Pt. 4“ und „Inner Door, Pt. 4“ wiederholt. Beim zweiten Mal könnte Phillips’ Wiederholung der Abfolge für eine kurze Verwirrung sorgen, eine Art Déjà-vu des Ohrs. Aber jeder Zuhörer, der die Geduld hat, sich diese Stücke zu entfalten und sich von der Kraft der Unterhaltungsfähigkeit eines einzelnen Interpreten mitreißen zu lassen, wird bei den folgenden Hördurchgängen neue Welten entdecken, die es zu erkunden gilt.